# Zone de protection naturelle, agricole et forestière du plateau de Saclay
Dans le cadre du projet d'aménagement de Paris-Saclay, la loi 2010-597 du 3 juin 2010 relative au Grand Paris, titre 4, chapitre 2, article 35, crée la Zone de Protection Naturelle, Agricole et Forestière du plateau de Saclay (ZPNAF) dont la surface doit atteindre au moins 2 300 hectares.
Elle affiche trois objectifs  :
- assurer la pérennité de l'agriculture ;
- sauvegarder la biodiversité et les espaces forestiers ;
- renforcer les liens sociaux entre le monde urbain et l'activité agricole.

Selon le texte de loi susmentionné, l’Établissement Public d'Aménagement Paris-Saclay (EPAPS) était chargé de la délimitation de cette zone. La zone de protection a été délimitée par le décret 2013-1298 du 27 décembre 2013. Les cartes qui lui sont annexées sont mises à disposition sur le site internet de l'EPAPS.
La zone de protection comprend 2 469 hectares consacrés exclusivement aux activités agricoles et 1 646 hectares composés de forêts, cours d’eau, espaces naturels et rigoles. L’EPAPS a réalisé des travaux d’ingénierie écologique pour la sauvegarde d'espèces protégées, comme la création de trois mares dans lesquelles seront ensuite réimplantées des populations d'amphibiens (triton crêté) ou des espèces végétales (étoile d'eau).

## Géographie
La ZPNAF s'étend sur 4 115 ha, dont 2 469 ha de zone agricole et 1 646 ha d'espaces naturels.
Les communes concernées sont Bièvres, Bures-sur-Yvette, Gif-sur-Yvette, Igny, Les Loges-en-Josas, Orsay, Palaiseau, Saclay, Saint-Aubin, Vauhallan et Villiers-le-Bâcle, dans le département de l'Essonne et Buc, Châteaufort, Guyancourt, Jouy-en-Josas et Toussus-le-Noble, dans les Yvelines.

## Histoire
Dès 1976, le Schéma Directeur d’Aménagement et d’Urbanisme de la Région Île-de-France (SDAURIF), rédigé par l'État, impose un gel de l'urbanisation sur le plateau de Saclay sur les recommandations d'un groupe d'experts mandaté par le premier ministre de l'époque.
Dans les années 1990, un schéma d'aménagement qui prévoit de protéger 2 000 ha de terres agricoles est proposé par les élus de 15 communes. Parallèlement la région acquiert 300 ha de terres agricoles pour les maintenir dans cet état.
En 2008, la mission de préfiguration de l’Opération d’Intérêt National (OIN) prévoit de créer un espace sanctuarisé d’au moins 1 800 hectares contigus pour préserver le caractère naturel, agricole, paysager et rural du plateau.
En 2010, la loi 2010-597 du 3 juin 2010 relative au Grand Paris crée la Zone de Protection Naturelle, Agricole et Forestière du plateau de Saclay (ZPNAF), qui doit s'étendre sur au moins 2 300 ha. Une enquête publique est menée pour définir plus précisément son zonage.

## Agriculture
L'activité agricole est principalement orientée vers les cultures intensives de céréales et de colza. Des pépinières, des élevages de volailles et des centres équestres sont également présents.

## Patrimoine naturel

### Étangs et rigoles
Le plateau de Saclay est parcouru par des rigoles qui en drainent l'eau. Ces ouvrages, ainsi que l'étang de Saclay, situé près de la commune de Saclay, étaient destinés à l'alimentation en eau du château de Versailles (et en particulier de ses fontaines).
Lorsque, à partir de 1670, Louis XIV fit construire son château à Versailles, il demanda à Le Nôtre de créer un parc somptueux égayé par une myriade de fontaines, de jets d'eau, de cascades et de bassins. Pour amener l'eau nécessaire à Versailles, Jean-Baptiste Colbert mit en œuvre deux grands projets :
- la machine de Marly qui était censée remonter les eaux de la Seine sur la Plaine de Louveciennes ;
- la collecte des eaux de ruissellement et de drainage de la plaine de Trappes et du plateau de Saclay via des rigoles alimentant respectivement les étangs supérieurs de Trappes et d'Arcy et les étangs inférieurs de Saclay.

C'est un réseau hydraulique unique au monde avec un chapelet d'étangs, 200 km de rigoles étalées sur 13 000 hectares qui fut ainsi créé pour alimenter par simple gravité les fontaines du Château de Versailles. Sur le plateau de Saclay, six rigoles, dont la rigole de Saint-Aubin, la rigole de Chateaufort et la rigole de Corbeville aval via le CEA, alimentent l'étang Vieux (37 ha) ; l'étang Neuf (33 ha) est alimenté par la rigole domaniale ainsi que par une partie de la rigole de Favreuse de Saclay d'une capacité d'environ 1,6 million de m³. Une succession de deux aqueducs enterrés (l'aqueduc de Villedombe, puis l'aqueduc du Plessis) qui constituaient la "ligne des puits", conduisait alors les eaux depuis l'étang Vieux jusqu'à l'étang d'Orsigny, puis l'étang du Trou Salé. De l'étang du Trou Salé, actuellement disparu sous les pistes de l'aérodrome de Toussus-le-Noble, l'aqueduc enterré de Saclay puis l'aqueduc des Arcades de Buc permettaient à l'eau de franchir la vallée de la Bièvre pour aller retrouver le réservoir des étangs de Gobert (du nom de l'architecte Thomas Gobert qui fit réaliser les travaux) puis les fontaines de Versailles. À partir des années 1950, ce réseau exceptionnel s'est partiellement dégradé faute d'entretien et du fait de divers aménagements. Son réaménagement  par le Syndicat Intercommunal d'Aménagement de la Haute Vallée de l'Yvette (SIAHVY) et celui de la Bièvre (SYB) est en cours de réalisation en 2019.
Les étangs de Saclay sont réputés comme étant un site d'observation ornithologique. Un observatoire y a été construit à cet effet. Environ 60 espèces d'oiseaux nichent dans les roselières, les arbustes ou les peupliers au bord de l'étang vieux, des colonies de hérons cendrés et de grands cormorans s'y sont installés. Le Blongios nain y a été observé et l'espèce s'y est occasionnellement reproduite (en 2014 et en 2018).

### Forêts
Les forêts occupent près de 20 % de la surface du plateau de Saclay ; les forêts domaniales de Versailles, Port-Royal, Palaiseau et Verrières forment un espace forestier quasiment continu. Ce sont des forêts de feuillus, où les principales essences présentes sont le châtaigner et le chêne sessile. Les versants du plateau sont généralement couverts par de la forêt.

## Gestion
La gestion de la ZPNAF fait l'objet d'un programme d'action élaboré par un ensemble d'acteurs institutionnels, réunis dans un comité de pilotage, sous la direction du préfet de l'Essonne.